# Lepanthes blepharophylla
Lepanthes blepharophylla là một loài thực vật có hoa trong họ Lan. Loài này được (Griseb.) Hespenh. mô tả khoa học đầu tiên năm 1973.